# Fehérorosz női kézilabda-bajnokság (első osztály)
A Fehérorosz női kézilabda-bajnokság első osztálya a legmagasabb osztályú fehérorosz női kézilabda-bajnokság. A bajnokságot 1993 óta rendezik meg. Jelenleg nyolc csapat játszik a bajnokságban, a legeredményesebb klub, egyben a címvédő a BNTU (Polityehnyik, BGPA) Minszk.

## Kispályás bajnokságok
| Év   | 1. hely               | 2. hely               | 3. hely               |
| ---- | --------------------- | --------------------- | --------------------- |
| 1993 | Polityehnyik Minszk   | Unyiverszityet Gomel  | RUOR-RSVSZM Minszk    |
| 1994 | Polityehnyik Minszk   | Unyiverszityet Gomel  | Druty Belinyicsi      |
| 1995 | Polityehnyik Minszk   | Polityehnyik Minszk 2 | Unyiverszityet Gomel  |
| 1996 | Polityehnyik Minszk   | Polityehnyik Minszk 2 | Unyiverszityet Gomel  |
| 1997 | Polityehnyik Minszk   | Polityehnyik Minszk 2 | Unyiverszityet Gomel  |
| 1998 | Polityehnyik Minszk   | Politehnyik Minszk 2  | Druty Belinyicsi      |
| 1999 | Polityehnyik Minszk   | Druty Belinyicsi      | RUOR-RSVSZM Minszk    |
| 2000 | BGPA Minszk           | Druty Belinyicsi      | Arkatron Minszk       |
| 2001 | BGPA Minszk           | Druty Belinyicsi      | Arkatron Minszk       |
| 2002 | BGPA Minszk           | Druty Belinyicsi      | Arkatron Minszk       |
| 2003 | BNTU Minszk           | Gorodnyicsanka Grodno | Arkatron Minszk       |
| 2004 | BNTU Minszk           | Gorodnyicsanka Grodno | Arkatron Minszk       |
| 2005 | BNTU Minszk           | Gorodnyicsanka Grodno | Druty Belinyicsi      |
| 2006 | BNTU Minszk           | Gorodnyicsanka Grodno | Druty Belinyicsi      |
| 2007 | BNTU Minszk           | Gorodnyicsanka Grodno | Druty Belinyicsi      |
| 2008 | Gorodnyicsanka Grodno | BNTU Minszk           | Arkatron Minszk       |
| 2009 | BNTU Minszk           | Gorodnyicsanka Grodno | Druty Belinyicsi      |
| 2010 | BNTU Minszk           | Gorodnyicsanka Grodno | Arkatron Minszk       |
| 2011 | BNTU Minszk           | Gorodnyicsanka Grodno | Arkatron Minszk       |
| 2012 | BNTU Minszk           | Gorodnyicsanka Grodno | Arkatron Minszk       |
| 2013 | BNTU Minszk           | Gorodnyicsanka Grodno | GK Gomel              |
| 2014 | BNTU Minszk           | GK Gomel              | Gorodnyicsanka Grodno |
| 2015 | BNTU Minszk           | GK Gomel              | Gorodnyicsanka Grodno |
| 2016 | GK Gomel              | BNTU Minszk           | Gorodnyicsanka Grodno |
| 2017 | GK Gomel              | BNTU Minszk           | Viktorija Beresztye   |
| 2018 | BNTU Minszk           | GK Gomel              | Gorodnyicsanka Grodno |
| 2019 | GK Gomel              | BNTU Minszk           | Gorodnyicsanka Grodno |
| 2020 | GK Gomel              | BNTU Minszk           | Gorodnyicsanka Grodno |
| 2021 | BNTU Minszk           | GK Gomel              | Viktorija Beresztye   |
| 2022 | GK Gomel              | BNTU Minszk           | Viktorija Beresztye   |
| 2023 | GK Gomel              | BNTU Minszk           | Gorodnyicsanka Grodno |
| 2024 | BNTU Minszk           | GK Gomel              | Gorodnyicsanka Grodno |
| 2025 | BNTU Minszk           | GK Gomel              | Gorodnyicsanka Grodno |

## Lásd még
- Fehérorosz férfi kézilabda-bajnokság (első osztály)
- Szovjet női kézilabda-bajnokság (első osztály)